# Vickers K
La Vickers K, conocida también como la Vickers Gas Operated (VGO) en servicio británico, fue una ametralladora de disparo rápido desarrollada y fabricada para su empleo a bordo de aviones por Vickers-Armstrongs. La alta cadencia de disparo era necesaria para el corto intervalo de oportunidad en el cual el artillero podría disparar contra el avión atacante. 

## Desarrollo
La Vickers K fue un desarrollo de la ametralladora ligera Vickers-Berthier (VB), adoptada en 1932 por el Ejército Indio Británico. La VB, al igual que la Bren, empleaba un cerrojo oscilante. Sin embargo, al contrario de esta, la VB cerraba su recámara en el último momento del recorrido del cerrojo hacia adelante y esta característica permitió el desarrollo de la Vickers K o Vickers Gas Operated (VGO). Con piezas móviles más ligeras y el diseño de acerrojado de la VB, la Vickers K tenía una cadencia ajustable entre 950 y 1.200 disparos por minuto, mucho más rápida que la MG 34 alemana. El arma fue adoptada en servicio como la VGO. Fue probada en vuelo con un gran tambor de 300 cartuchos y venció a la .303 Browning en fiabilidad. Sin embargo, el ancho tambor hubiese producido problemas para instalarla ya que interferiría con las estructuras de las alas. Cuando la Browning M1919 fue elegida como ametralladora estándar para los aviones de la RAF, la VGO fue considerada redundante para la RAF. Continuó siendo empleada por la Fleet Air Arm hasta 1945.    

## Variantes

### VGO No.2 Mk.1
Originalmente pensada para las unidades de defensa antiaérea de los aeródromos de la RAF, estas ametralladoras fueron refabricas a partir de las VGO No.1 Mk.1 originales para aviones. Una cantidad de estas "Vickers GO Land Service" llegaron a manos de varias unidades Comando y de reconocimiento que operaron en Europa durante 1944 y 1945. Una vez que la guerra terminó, todas las Vickers GO fueron declaradas obsoletas y retiradas de servicio.  
La Vickers K/GO es una ametralladora accionada por los gases del disparo, disparando a cerrojo abierto solo en modo automático. Su cilindro de gases está situado bajo el cañón y un pistón de recorrido largo acciona un cerrojo que oscila verticalmente. Es alimentada desde arriba mediante tambores con una capacidad nominal de 100 cartuchos, aunque era costumbre cargarlos solamente con 96 o 97 cartuchos para evitar bloqueos. La ametralladora está equipada con una sola agarradera tipo "mango de pala" en la parte posterior del cajón de mecanismos, con un gatillo para disparar. En aplicaciones terrestres, era normalmente montada en afustes de pedestal simples o dobles a bordo de diversos jeeps y camiones. 

### Vickers GO No.2 Mk.1 Land Service
A la variante Land se le ha reemplazado la agarradera tipo "mango de pala" con una corta culata y se le ha montado un pistolete con gatillo bajo el cajón de mecanismos. Un corto guardamanos o una empuñadura plegable se encuentran bajo el cilindro de gases, mientras que un bípode plegable está unido al bloque de gases. El alza y el punto de mira están montados sobre bases plegables

## Historial de combate

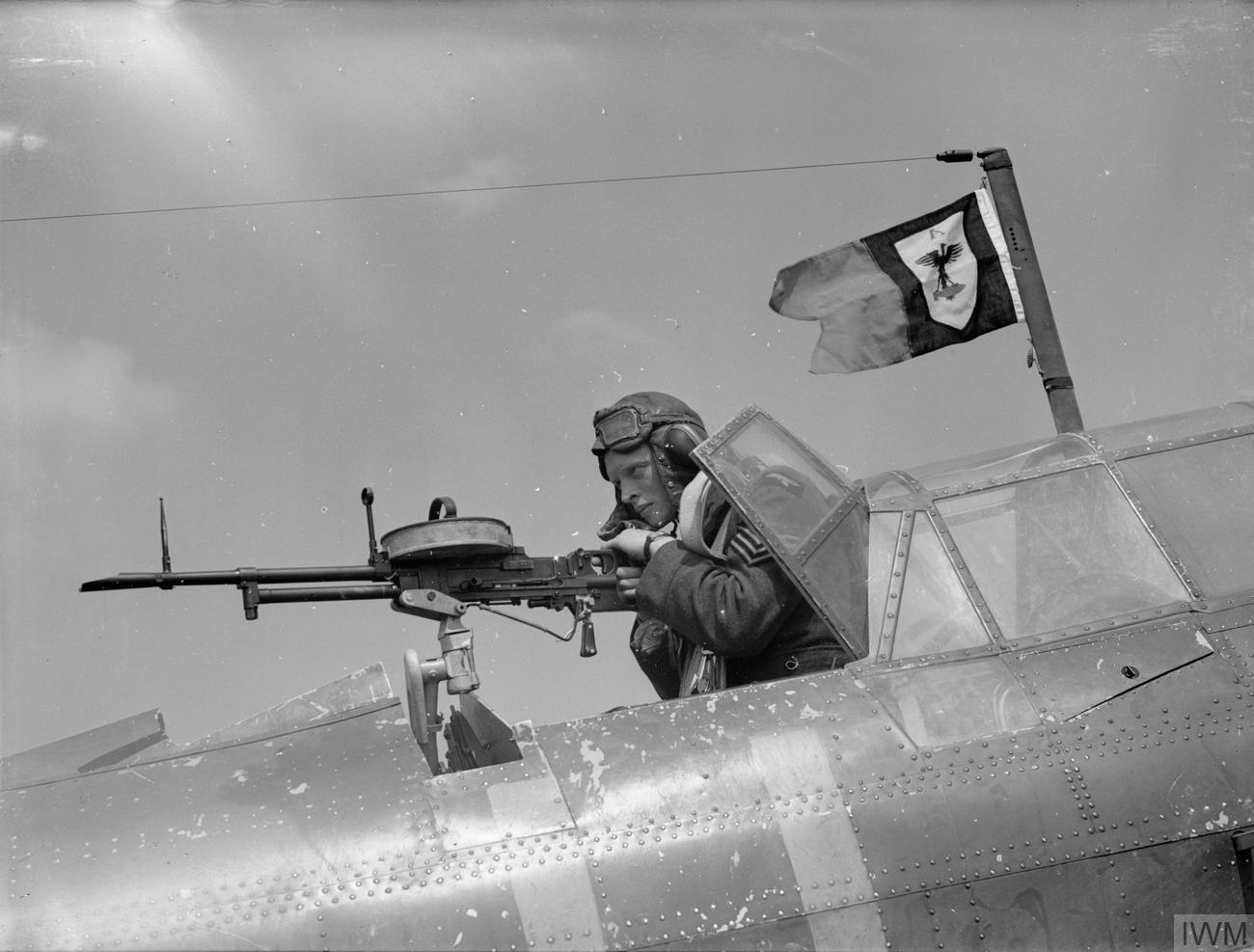
Vickers K a bordo de un Fairey Battle.

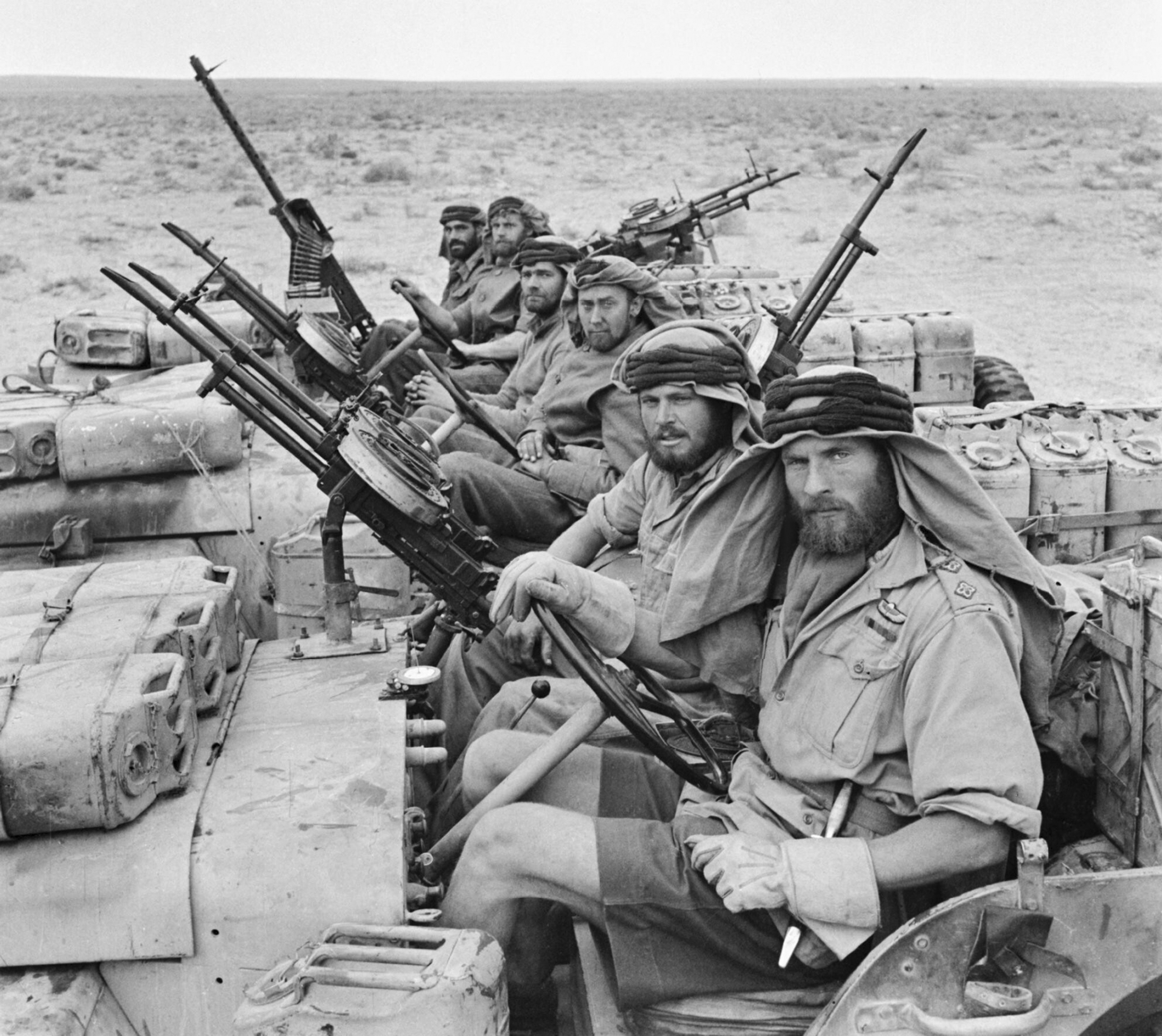
Miembros del SAS regresando de una patrulla en el norte de África en 1943, con sus ametralladoras Vickers K montadas en baterías dobles.

La Vickers K equipó a varios aviones biplaza y triplaza de la RAF tales como el Fairey Battle y el Handley Page Hampden. Además fue empleada en torretas, como la torreta dorsal del Bristol Blenheim, la torreta frontal del Armstrong Whitworth Whitley y en la parte posterior de la cabina del Fairey Battle (véase foto a la derecha). Fue la ametralladora de "Telegrafista Artillero Aéreo" estándar de los aviones torpederos embarcados de la Fleet Air Arm de la Royal Navy: el Fairey Swordfish, el Fairey Albacore y el Fairey Barracuda.
Mientras los suministros de ametralladoras Browning calibre 7,70 mm (.303) enfriadas por aire aumentaban, la VGO fue gradualmente retirada de servicio en la RAF. Estas ametralladoras fueron redistribuidas desde los arsenales de la RAF a unidades del Ejército británico y de la Commonwealth. La ametralladora continuó en servicio con la Fleet Air Arm y su último empleo registrado por la Armada fue con los Barracuda del 812° Escuadrón en patrullas antipiratería cerca de Hong Kong en octubre de 1945.
En las Fuerzas Costeras de la Royal Navy, la Vickers K empezó a reemplazar a la Lewis a bordo de las lanchas torpederas MTB, las patrulleras ML y otras embarcaciones ligeras a partir de 1942 en adelante.
Cuando las Vickers K fueron retiradas de los aviones, las Fuerzas Especiales que operaban en el desierto del Sáhara solían montarlas a bordo de sus vehículos, ya que preferían su mayor cadencia de disparo y capacidad del cargador en comparación con la Bren. Ciertamente, no podían disparar ráfagas muy largas sin sobrecalentarse.
Al Long Range Desert Group se le suministró grandes cantidades de la VGO para emplearlas a bordo de sus vehículos. Estas fueron empleadas en afustes simples o dobles construidos a pedido. El Servicio Aéreo Especial las adoptó para sus tácticas de ataque y retirada, montándolas en pareja a bordo de sus jeeps. Con el paso de los años, algunos asumieron que adoptaron las VGO retiradas debido a que no podían obtener otras ametralladoras, pero con su alta cadencia y mecanismo de acerrojado con baja fricción (que demostró ser resistente ante los bloqueos producidos por la arena), el LRDG y el SAS descubrieron que la VGO era muy superior respecto a la Vickers enfriada por agua o la Bren. De forma similar, el Escuadrón Aerotransportado de Reconocimiento del Cuerpo de Reconocimiento montó la VGO a bordo de los jeeps cuando operó junto a la Primera División Aerotransportada durante la Operación Market Garden en setiembre de 1944. Los Commandos de la Armada y el Ejército emplearon por poco tiempo la VGO para apoyo de infantería/arma automática de escuadrón hacia el Día D. En terminología militar, era conocida como Ametralladora, Vickers G.O. .303 pulgadas.